# 9904 Mauratombelli
A 9904 Mauratombelli (ideiglenes jelöléssel 1997 OC1) a Naprendszer kisbolygóövében található aszteroida. A. Boattini és  L. Tesi fedezte fel 1997. július 29-én.